# Знаменка (Хакасия)
Зна́менка — село в Боградском районе Республики Хакасия.России Административный центр Знаменского сельсовета.

## География
Находится в 20 км на северо-восток от райцентра села Боград. Село расположено на двух небольших реках Ерба и Камышта.
Является узлом автомобильных дорог на Красноярск, Абакан (федеральная автодорога Р257 «Енисей»), Шира, Боград, Усть-Ерба. Вокруг села построена объездная дорога. Расстояние до ближайшей железнодорожной станции Сон 70 км, до города Абакана 85 км, до пристани в селе Новосёлово 90 км.

## История
Село основано в 1834 году. В 1911 году в селе насчитывалось 57 дворов и 349 жителей.
В советское время село было центральной усадьбой колхоза имени Дзержинского Боградского района (председатель — Герой Социалистического Труда Павел Васильевич Ткаченко).

## Население
| 2002 | 2010  |
| ---- | ----- |
| 1457 | ↘1448 |

Число хозяйств: 517. Национальный состав: русские, немцы, поляки, украинцы, коми-пермяки, чуваши, мордва и другие.

## Инфраструктура
В селе имеются средняя общеобразовательная школа , детская музыкальная школа, дом культуры, сельская картинная галерея, часовня, больница, детский сад

## Экономика
Основные предприятия: крестьянско-фермерское хозяйство «Весна» (на базе бывшего совхоза «Знаменский»), представительство ООО «Агросибком» и ООО «Милко» (закупка молока у населения), ФГУ «ДЭП № 369» (строительство и ремонт дорог).

## Знаменская оросительная система
Расположена в Боградском районе. Источник орошения: река Ерба, на которой построен пруд сезонного регулирования с учётом накопления необходимого объёма воды. Из пруда самотеком через шлюз-регулятор вода забирается в подводящий открытый канал. Для создания суточного запаса воды на границе орошаемого массива построен водоем суточного регулирования. Насосная стационарная станция забирает из водоёма воду и подает её по трубчатой закрытой сети к двенадцати дождевальным машинам типа «Фрегат». З.о.с. обслуживает 1325 гектаров пашни. Оросительную систему спроектировал заслуженный мелиоратор России В. Т. Савченко. Генеральная схема и набор гидротехнических сооружений ЗОС. стали эталоном для многих систем, построенных в Хакасии в 1980-е годы.

## Знаменский клад
Комплекс ценных предметов таштыкского времени из драгоценных металлов, найденный М. Л. Подольским при раскопках Знаменского городища. Клад хранится в Эрмитаже, в Хакасском музее представлены гальванокопии основных находок. Он содержал множество украшений и предметов вотивного и декоративного характера, а также заготовки из серебра и золота, часть из которых предназначалась для переплавки. Находился на дне рва, окружающего городище, рядом с оградой уже существовавшего тагарского кургана. Вещи лежали в ямке в кожаном мешочке, сверху накрыты черепком керамического сосуда, из серого теста, с налепным спиралевидным орнаментом. Судя по составу клада, вещи принадлежали ювелиру. Все золотые предметы высокой пробы: массивный спиралевидный браслет из золотого прутка диаметром около 10 мм; золотые «булавки» длиной 15-18 см — украшения прически или головного убора с припаянными перегородками для вставки цветных камней, окруженные зернью и пирамидками из шариков; серьга в виде свисающих гроздьев шариков; золотой бисер (около 2 тыс. шт.), каждая бисеринка свернута из тонкой золотой проволоки, железные кинжалы с клинком, обтянутым листовым золотом; смятая золотая обкладка ножен кинжала; набор серебряных блях для конской сбруи; каменные бусы (круглые и граненые) и подвески разнообразны по форме и по материалу (сердолик, нефрит, агат, бирюза, янтарь, кораллы, мелкий жемчуг). Камни как местные, так и привозные из Прибайкалья, Северной Индии, Средней Азии. Стеклянные бусы (до 10 тыс. шт.) также привезены издалека, в первую очередь из Средиземноморья (из Сирии или Палестины). Среди них, одноцветные бусы, полихромные бусы с подглазурной позолотой; круглые, граненые, ребристые; подвески, в основном, стилизованные амфорки. В Северном Причерноморье аналогичные стеклянные бусы датируются в диапазоне от I в. до н. э. до первых вв. н. э. В Сибирь бусы могли поступить не сразу, поэтому, клад следует датировать первыми веками нашей эры.

## Знаменский совхоз
Организован в 1962 г. на базе колхозов имени Дзержинского, имени Молотова, имени Кагановича, «10 лет Октября». Центральная усадьба расположена в селе Знаменка, фермы в сёлах Усть-Ерба и Черемушки. Основное направление: свиноводство. Земельный фонд 78334 га, в том числе 36500 га пашни, 30007 га сенокосов и пастбищ. На период основания в хозяйстве было крупного рогатого скота  4980 голов, в том числе 1728 коров, 26963 овцы, 4127 свиней, 13182 птицы и 702 лошади. Численность работающих 1348 чел. Урожайность зерновых 8,7 ц/га. Надой молока: 1888 кг от коровы, настриг шерсти: 2,7 кг с овцы. Велось строительство жилья, объектов соцкультбыта и производственных помещений. За высокие показатели в 1967 г. совхоз был награждён орденом Трудового Красного Знамени. Были внедрены хозрасчет с безнарядной оплатой труда, зерно-паровая система севооборотов и плоскорезная обработка почв, полосная система земледелия. Совхозу было присвоено звание хозяйства высокой культуры земледелия, а главному агроному П. И. Самоделову — звание «Заслуженный агроном РСФСР». Он одним из первых в Хакасии применил системное орошение.
Совхоз поднял в 1988 г. урожайность зерновых до 22,7 ц/га, рентабельность производства до 125 %. Поголовье: крупного рогатого скота 2843 голов, в том числе 1020 коров, 24623 овцы, 17,6 тысяч гол. свиней, надой молока от коровы 2726 кг, настриг шерсти 5,8 кг от овцы. В 1992 г. совхоз «Знаменский» реорганизован в АОЗТ «Знаменское», в 1998 г. — в ЗАО «Знаменское», в 2002 г. — в ООО «Знаменское», в 2003 г. на базе ООО «Знаменское» создано крестьянско-фермерское хозяйство «Весна». Руководители: Л. М. Замиховский, заслуженный. механизатор РСФСР Н. В. Арланцев.